# Los ojos verdes
Los ojos verdes es uno de los cuentos que provienen del libro Leyendas, escrito en 1861 por Gustavo Adolfo Bécquer. Trata sobre los espíritus femeninos de las aguas. La narración está inspirada en las leyendas en torno a la fuentona de Muriel de la Fuente.
Íñigo es un montero que un día cazando con su amo, Fernando, acierta a un ciervo el cual herido trata de escapar. En su huida se dirige hacia un lugar conocido como la fuente de los Álamos donde, según se dice, habita un espíritu del mal. Fernando pretende seguirlo una vez que se había adentrado en tal lugar. Íñigo le advierte del peligro y de que la presa está perdida pero Fernando, orgulloso, se adentra para recuperar esa pieza, la cual era la primera herida por sus manos. Fernando, a pesar de los avisos de su montero, prosigue su camino detrás de su presa. Íñigo se interpone entre Fernando y el camino pero no consigue hacer cambiar de idea a su amo.
Días más tarde Íñigo pregunta a su amo el porqué de la tristeza y palidez de su piel, como si algo le preocupara, y en qué ocupa todas las horas que pasa cada día en la fuente de los Álamos; a lo que su amo Fernando le responde describiendo el lugar, y que logró ver unos hermosos ojos verdes entre el rocío de aquel maravilloso lugar, unos ojos que lo tienen prisionero y que busca cada día. El montero le advierte, lleno de terror y asombro, que esa mujer es en realidad un demonio que quiere apoderarse de su alma. Finalmente, cara a cara con la misteriosa mujer, a la orilla de la fuente, Fernando le confiesa, totalmente obsesionado, que si ella fuese un demonio igual la amaría siempre y en la eternidad. Ella le dice que no es una mala mujer y que también le ama. Al final Fernando es arrastrado al interior del lago, engatusado por aquella hermosa mujer sintiendo un beso de nieve antes de caer al agua, presumiblemente ahogado.

## Personajes
- Fernando de Argensola: primogénito de los Marqueses de Almenar
- Montero Íñigo: fiel sirviente de su señor.
- La mujer de los ojos verdes: espíritu, supuestamente endemoniado, de las aguas que con su hermosura hechiza al protagonista llevándole a su perdición.

Hace mucho tiempo que tenía ganas de escribir cualquier cosa con este título. Hoy, que se me ha presentado ocasión, lo he puesto con letras grandes en la primera cuartilla de papel, y luego he dejado a capricho volar la pluma. Yo creo que he visto unos ojos como los que he pintado en esta leyenda. No sé si en sueños, pero yo los he visto. De seguro no los podré describir tal cuales ellos eran: luminosos, transparentes como las gotas de la lluvia que se resbalan sobre las hojas de los árboles después de una tempestad de verano. De todos modos, cuento con la imaginación de mis lectores para hacerme comprender en este que pudiéramos llamar boceto de un cuadro que pintaré algún día.
Gustavo Adolfo Bécquer